# Imogen Poots
Imogen Gay Poots (Londra, 3 giugno 1989) è un'attrice britannica.

## Biografia
Imogen Poots è nata a Hammersmith, un quartiere di Londra, da Fiona Poots (nata Goodall) e Trevor Poots, produttore tv. È membro della YoungBlood Theatre Company e modella per la Select Model Management.
Il suo primo ruolo importante è quello della giovane Valerie nel film V per Vendetta del 2006. Nel 2004 è anche apparsa in un episodio della Serie TV Casuality. Nel 2007 ha partecipato al cortometraggio Wish di Matt Day e nel 2007 al film per la TV Io, Jane Austen. È apparsa nel film Cracks (diretto da Jordan Scott dal romanzo omonimo di Sheila Kohler) e in due produzioni americane, Waking Madison e Solitary Man, in seguito partecipa all'adattamento cinematografico di Enda Walsh I segreti della mente. Nel 2014 ha recitato nel film Need For Speed. Nello stesso anno prende parte del film Quel momento imbarazzante e a vari altri lungometraggi. 
Negli anni successivi continua a dedicarsi prevalentemente al cinema, apparendo in film come Green Room, I Kill Giants, L'arte della difesa personale, Black Christmas e Vivarium, recitando come protagonista negli ultimi due; torna in TV solo nel 2016 per la serie Roadies. Nel 2020 recita nel pluripremiato film The Father, affiancando i celebri Anthony Hopkins e Olivia Colman, nella miniserie Un volto, due destini. Sempre nel 2020 recita in Fuga a Parigi, con protagonista Michelle Pfeiffer.

## Filmografia

### Cinema
- V per Vendetta (V for Vendetta), regia di James McTeigue (2006)
- 28 settimane dopo (28 Weeks Later), regia di Juan Carlos Fresnadillo (2007)
- Me and Orson Welles, regia di Richard Linklater (2008)
- Cracks, regia di Jordan Scott (2009)
- Solitary Man, regia di Brian Koppelman (2009)
- Waking Madison, regia di Katherine Brooks (2010)
- Centurion, regia di Neil Marshall (2010)
- I segreti della mente (Chatroom), regia di Hideo Nakata (2010)
- Jane Eyre, regia di Cary Fukunaga (2011)
- Fright Night - Il vampiro della porta accanto (Fright Night), regia di Craig Gillespie (2011)
- Una fragile armonia (A Late Quartet), regia di Yaron Zilberman (2012)
- Comes a Bright Day, regia di Simon Aboud (2012)
- Greetings from Tim Buckley, regia di Daniel Algrant (2012)
- Filth, regia di Jon S. Baird (2013)
- Need for Speed, regia di Scott Waugh (2014)
- Non buttiamoci giù (A Long Way Down), regia di Pascal Chaumeil (2014)
- Quel momento imbarazzante (That Awkward Moment), regia di Tom Gormican (2014)
- Jimi: All Is by My Side, regia di John Ridley (2014)
- Tutto può accadere a Broadway (She's Funny That Way), regia di Peter Bogdanovich (2014)
- Knight of Cups, regia di Terrence Malick (2015)
- Green Room, regia di Jeremy Saulnier (2015)
- A Country Call Home, regia di Anna Axster (2015)
- Frank & Lola, regia di Matthew Ross (2016)
- Vite da Popstar (Popstar: Never Stop Never Stopping), regia di Akiva Schaffer (2016)
- Sweet Virginia, regia di Jamie M. Dagg (2017)
- National Theatre Live: Edward Albee's Who's Afraid of Virginia Woolf?, regia di James MacDonald (2017)
- Mobile Homes, regia di Vladimir de Fontenay (2017)
- I Kill Giants, regia di Anders Walter (2017)
- L'arte della difesa personale (The Art of Self-Defense), regia di Riley Stearns (2019)
- Black Christmas, regia di Sophia Takal (2019)
- Vivarium, regia di Lorcan Finnegan (2019)
- The Father - Nulla è come sembra (The Father), regia di Florian Zeller (2020)
- Fuga a Parigi (French Exit), regia di Azazel Jacobs (2020)
- The Teacher, regia di Farah Nabulsi (2023)
- The Chronology of Water, regia di Kristen Stewart (2025)

### Televisione
- Casualty – serie TV, 1 episodio (2004)
- Io, Jane Austen (Miss Austen Regrets), regia di Jeremy Lovering (2008) - Film TV
- Bouquet of Barbed Wire -- miniserie TV, 3 episodi (2010)
- Christopher and His Kind, regia di Geoffrey Sax (2010) - Film TV
- Roadies – serie TV, 10 episodi (2016)
- Un volto, due destini - I Know This Much Is True (I Know This Much Is True) – miniserie TV, 3 puntate (2020)
- Outer Range - serie TV, 14 episodi (2022-2024)

### Cortometraggi
- Rule Number Three, regia di Tom Ludlam (2011)
- Have Had, regia di Jack Turits (2017)

## Teatro
- Chi ha paura di Virginia Woolf? di Edward Albee, regia di James Macdonald. Harold Pinter Theatre di Londra (2017)
- Belleville di Amy Herzog, regia di Michael Longhurst. Donmar Warehouse di Londra (2017)

## Doppiatrici italiane
Nelle versioni in italiano delle opere in cui ha recitato, Imogen Poots è stata doppiata da:
- Gaia Bolognesi in Tutto può accadere a Broadway, Knight of Cups, Vite da Popstar, Un volto, due destini - I Know This Much Is True, Black Christmas
- Eleonora Reti ne I segreti della mente, Jimi: All Is By My Side, Vivarium
- Federica De Bortoli in Non buttiamoci giù, Quel momento imbarazzante
- Francesca Manicone in Solitary Man, Need for Speed
- Domitilla D'Amico in Jane Eyre, Una fragile armonia
- Joy Saltarelli in Fright Night - Il vampiro della porta accanto
- Emanuela Damasio in 28 settimane dopo
- Angela Brusa in Centurion
- Giulia Catania in Roadies
- Gemma Donati in Frank & Lola
- Ester Parrulli in I Kill Giants
- Veronica Puccio in The Father - Nulla è come sembra
- Katia Sorrentino in Fuga a Parigi
- Gea Riva in Outer Range